# ضدکف

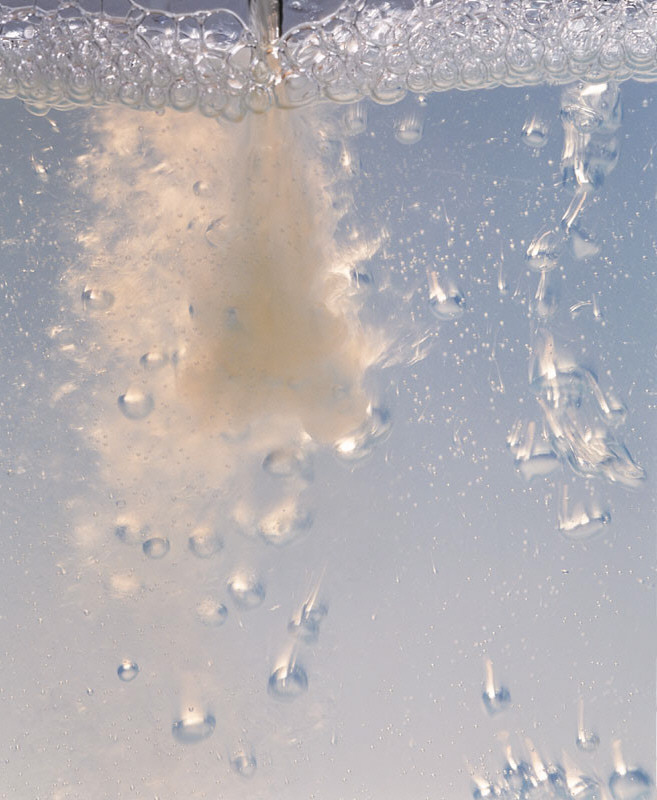
افزودن دوزی از ضد کف(w:defoamer,antifoam) به آب

آنتی فوم(antifoam)، یک افزدونی شیمیایی است که باعث کاهش و مانع شکل گیری کفی است؛ که در طی یک فرایند شیمیایی مایعات ایجاد شده است. در فرایندهای شیمیایی، کف‌ها، باعث ایجاد مشکلات جدی بسیاری می‌شوند. باعث ایجاد مشکلاتی روی سطح پوشاننده می‌شوند و مانع از این می‌شوند که از تمامی گنجایش ظرف حامل ماده، استفاده شود. آنتیفومها در مایع کف، غیر قابل حل هست و از ویژگیهای اصلی آن، این است که به آسانی و به سرعت روی سطح کف، گسترش می‌یابد. این مواد، معمولاً تمایل دارند که به سمت سطح بین آب و هوا حرکت کنند و کف را از بین ببرند که این عمل باعث ترکیدن حبابهای هوا و از بین رفتن سطح کف می‌شود.
اولین آنتیفومها، هدفشان از بین بردن کف ظاهر شده روی سطح بود. نفت سفید، نفت کوره‌ای و دیگر محصولات نفتی برای از بین بردن کف استفاده می‌شدند. دیگر نفتهای گیاهی نیز در بعضی مواقع استفاده می‌شدند. الکلهای چرب، بسیار مؤثر بودند اما جزء آنتیفومهای گران‌قیمت بودند. آنها برای افزایش بهرهوری به محصولات نفتی اضافه شدند. در سالهای ۱۹۵۰، آزمایش‌های بر آنتی فوم های مبتنی بر سیلیکون آغاز شد. آنها بر اساس نفت سیلیکون بودند که در آب یا نفت سبک پراکنده می-شدند. نفتهای سیلیکونی به خوبی کار می‌کردند اما باعث ایجاد اختلالات سطح در بسیاری از کاربردها مانند رنگها و کاغذها می‌شدند.
در سال ۱۹۶۳، اولین آنتیفومها با ذرات آب گریز در نفت سبک، ثبت اختراع شد. در اوایل دههٔ ۱۹۷۰، موم‌های آبگریز مانند ethylene bis stearamide که در نفت پراکنده می‌شدند، توسعه یافتند. این نوع از آنتیفومها، بسیار مؤثر بودند اما بحران نفتی ۱۹۷۳ باعث گران شدن آنها و منجر به فشار برای کاهش نفت شد. راه حل، اضافه کردن آب بود، آب اضافه شد و آنتیفومهای مبتنی بر آب ظاهر شد. توسعهی آنتیفومهای سیلیکونی، با استفاده از امولسیونهای مختلف و تغییر در روغن‌های سیلیکونی ادامه یافت.
در اوایل ۱۹۹۰، آنتیفومهای ایمولسیون سیلیکون به علت این که باعث کمترین اختلالات در سطح می‌شد، در صنعت خمیر چوب، با موفقیت مورد استفاده قرار گرفت.

## اساس کف کردن
برای درک مکانیسم عملکرد کف ، درک اساسی از ساختار کف ضروری است. حبابهای کف اتاقهایی چند وجهی از مواد مایع هستند که مولکولهای گاز را در بر می گیرند. به سطوح تقسیم محفظه بالون مجاور LAMELLAE گفته می شود. محل اتصال حباب ها که ضخیم تر از بقیه محفظه است ، PLATE BOUNDARY نامیده می شود. به اتحاد چندین حباب در بخش مرز مسطح راس یا راس VERTEXES گفته می شود. مرزهای مسطح و تقاطع سر بالون ها ساختار شبکه لوله را در کف تشکیل می دهد. مرزهای مسطح در ساختار کف بهم پیوسته اند و نشان دهنده عبور یا کانال تخلیه کف هستند. از این مسیرها ، مایعات اضافی از ساختار کف خارج می شود تا نیروی جاذبه و نیروی مویرگی لایه ها متعادل شود. انعطاف پذیری کف به دلیل وجود مایع در ساختار آن است. وقتی ساختار کف از مایع خالی می شود ، حباب ها از حالت گرد یا کروی به چند ضلعی و کمی جامد با اشکال بلوری تبدیل می شوند. کف بدست آمده از لایه مواد فعال روی سطح ، که لایه های نازک LAMELLAE را تشکیل می دهند ، در معرض واکنش سریع قرار می گیرد ، زیرا ضعیف ترین و نازک ترین قسمت محفظه بادکنک است. ساختار لایه محلول سورفکتانت وقتی بخشی از ماده حل شونده بین دو لایه سورفاکتانت گیر می کند ، به محض تخلیه ساختار کف ، سطوح کناری نازک شده و دو لایه سورفاکتانت به هم نزدیک می شوند. وقتی لایه ها بیش از حد به یکدیگر نزدیک شوند ، جذب الکتروشیمیایی مولکول ها آغاز می شود. آنها همچنین روی لایه کناری به یکدیگر فشار می آورند. در نتیجه فعل و انفعالات الکتروشیمیایی ، ساختار حباب ها متبلور ، چند وجهی و جامدتر می شود. سورفاکتانت ها به دلیل ساختارهای شیمیایی به‌طور طبیعی لایه های سطحی ایجاد می کنند. فضای ناهموار بین مولکول های سورفاکتانت در بستر و ذرات باردار الکتریکی نشان دهنده وجود بیش از یک نوع سورفاکتانت در سطح است. محلول و سطح تماس حاوی مایع و گاز نیستند. فضای متغیر ایجاد شده توسط دمهای ناسازگار با آب از مولکولهای مختلف ماده فعال ، سطح پایداری هر دو لایه حاصل و ذرات باردار الکتریکی را کاهش می دهد. محلولهای مخلوط مواد ذرات باردار الکتریکی لایه های ناپایداری را در سطح ایجاد می کنند و ذرات با بار الکتریکی پایدار کم در نتیجه واکنش نشان می دهند و از یکدیگر جدا می شوند ، در نتیجه لایه های مولکولهای مولکولی فعال روی سطح رشد می کنند و افزایش می یابند . اگرچه لایه های حاصل ناپایدار هستند. یکی از اهداف کلی استفاده از ضد کف ، ایجاد بی ثباتی در لایه های مواد فعال موجود در سطح با افزودن مواد فعال دیگر به سطح دارای دم هیدروکربن های بلند است ، به‌طوری که با تولید مواد فاصله مولکولی بین مواد فعال در سطح ایجاد می شود. لایه های میانی. سطح محلول های آبی را کاهش دهید. کشش سطحی درجه تعامل مولکولی سطح تماس بین گاز و مایع است. آب خالص دارای کشش سطحی تقریباً 72 (دین / سانتی متر مربع) است. یک محلول 40٪ MDEA ، که از SURGE DRUM با تزریق دو روزه در برابر کف گرفته شده است ، دارای کشش سطحی حدود 55 (دین / سانتی متر مربع) است. و پس از چند ساعت تزریق آزمایش شد. کشش سطحی عدد متفاوتی را نشان می دهد. در محلول های آبی ، کشش سطحی کم به‌طور طبیعی به این معنی است که در نقطه تماس مایع و گاز با غلظت بالایی از مواد فعال روی سطح مواجه می شویم. فقط اطلاعات بدست آمده درباره کشش سطحی می تواند گمراه کننده باشد. به عنوان مثال ، هنگام پیش بینی تمایل محلول تصفیه گاز به کف به دلیل آلودگی مواد فعال روی سطح ، فقط با مقدار کشش سطحی نمی توانیم پیش بینی درستی داشته باشیم. بعضی از مواد فعال سطحی ، به عنوان مثال: ضد کف و هیدروکربن های مایع آنها ضمن کاهش کشش سطح ، جمع شدگی را کاهش می دهند. از آنجا که چنین ترکیباتی روی سطح فعال هستند ، بر کشش سطحی و همچنین مواد فعال روی سطح که باعث کف زدن می شوند ، تأثیر می گذارند. مثال ارزشمند دیگر استخراج متقلبانه ، اطلاعات به دست آمده از آزمایش و محاسبه کشش سطحی است ، با این فرض که کارایی کربن فعال از بین رفته و جایگزین شود.

## تاریخچه ضد کف
اولین ضد کف برای شکستن کف قابل مشاهده روی سطح استفاده شد. برای تجزیه کف از نفت سفید ، نفت کوره و سایر فرآورده های نفتی سبک استفاده شد. برای این منظور از روغن های گیاهی نیز استفاده می شود. الکل های چرب (C7 - C22) ضد کف های م effectiveثر اما گران قیمتی بودند. آنها برای افزایش کارایی به فرآورده های نفتی اضافه شده اند. شیر و خامه نیز از اولین کفهای امولسیون مدرن بودند. آزمایش های مربوط به کف سیلیکونی از دهه 1950 آغاز شد. این آزمایش های بر اساس پلی متیل سیلوکسان (روغن سیلیکون) پراکنده در آب یا روغن سبک است. روغن سیلیکون به خوبی کار می کند ، اما در برخی موارد با سطوح مختلف مانند رنگرزی و تولید کاغذ تداخل می کند. در سال 1963 ، اولین آنتی بادی های دارای ذرات آبگریز (سیلیس آبگریز) در روغن سبک به ثبت رسید. در اوایل دهه 1970 ، موم های آبگریز مانند اتیلن بی ساکرامید به روغنهای راکد وارد شدند. این نوع کفگیر بسیار م effectiveثر بود ، اما بحران نفت 1973 قیمت آنها را افزایش داد و آنها را مجبور به کاهش محتوای روغن کرد. راه حل افزودن آب بود. بنابراین ، ضد کف های پایه آب به صورت امولسیون های آب در روغن و امولسیون های روغن در آب ظاهر می شوند.
تولید کف بر پایه سیلیکون با استفاده از امولسیفایرهای مختلف و روغن های سیلیکون اصلاح شده ادامه یافت. در اوایل دهه 1990 ، کف سیلیکونی اصلاح شده ، که مشکلات سطحی کمتری ایجاد می کرد ، در تولید خمیر چوب بسیار موفق بود. از آنجا که باعث شستشوی بهتر می شود ، مصرف اکسیژن بیولوژیکی در فاضلاب را کاهش می دهد و لجن را کاهش می دهد.

## طبقه بندی ضدکف ها
مواد ضد کف در دو دسته کلی قطبی و غیر قطبی میتوان دسته بندی کرد  
هر کدام از این دو دسته به سیلیکونی و غیر سیلکونی قابل دسته بندی هستند که در نهایت چهار دسته مختلف جهت انواع ضد کف در ذیل آن قابل تعریف خواهند بود

## ضدکف پودری
آنتی فوم های پودری مواد جامد و پودری هستند که برای کنترل تشکیل کف در فرآیندهای مختلف صنعتی استفاده می شوند. این ضد کف های پودری به گونه ای طراحی شده اند که به راحتی در سیستم های مایع پراکنده شوند و وسیله ای موثر برای کنترل کف فراهم می کنند. آنها معمولاً در کاربردهایی مانند تصفیه فاضلاب، تولید غذا و نوشیدنی، تولید دارو و فرآوری شیمیایی استفاده می شوند.
یکی از نمونه های ضد کف پودری، ضد کف پودری مبتنی بر سیلیس است. این نوع آنتی فوم در کنترل فوم در طیف وسیعی از کاربردها، از جمله فرآیندهای تخمیر، که فوم می تواند یک مسئله مهم باشد، بسیار موثر است. فرم پودری این آنتی فوم امکان جابجایی و پراکندگی آسان را فراهم می کند و آن را به گزینه ای مناسب برای بسیاری از فرآیندهای صنعتی تبدیل می کند.
نمونه دیگری از ضد کف پودری، ضد کف پودری مبتنی بر پلیمر است. این نوع آنتی فوم به گونه ای طراحی شده است که به راحتی در سیستم های مبتنی بر آب پخش می شود و کنترل موثر کف را در کاربردهایی مانند تصفیه فاضلاب و تولید کاغذ ارائه می دهد. فرم پودری این آنتی فوم امکان دوز دقیق و جابجایی آسان را فراهم می کند و آن را به گزینه ای همه کاره برای کاربردهای مختلف صنعتی تبدیل می کند.